# Ray Eberle
Ray Eberle (Mechanicville (New York), 19 januari 1919 - Douglasville (Georgia), 25 augustus 1979) was een zanger in het big band-tijdperk. Hij zong in de bands van Glenn Miller en Gene Krupa en leidde later ook eigen orkesten.

## Biografie
Ray Eberle, broer van Bob Eberly (zanger bij Jimmy Dorsey Orchestra), werd in 1938 zonder enige ervaring door Glenn Miller aangenomen. Hoewel velen, waaronder bandleden van Miller, niet onder de indruk waren van zijn stem, zong hij tot 1942 in het orkest en bepaalde mede het geluid, vooral in de meer sentimentele nummers.
Zijn grootste successen bij Miller waren onder meer Stairway to the Stars, At Last en Wishing. Na een conflict met de strenge Miller werd hij ontslagen. Hij zong een tijd bij Gene Krupa en ging daarna solo. In 1943 verscheen hij in enkele films. Na de oorlog, waarin hij dienstdeed, begon hij een eigen orkest waarmee hij tot midden jaren vijftig optrad.
Later leidde hij opnieuw een band. Met zijn orkesten wist hij niet te ontsnappen aan het geluid van zijn vroegere baas Miller, zoals ook te horen is op de twee platen die hij maakte.
Hij overleed in 1979. Postuum werd hij in 1995 opgenomen in de Georgia Music Hall of Fame.

## Discografie
- Plays Glenn Miller Favorites, 1957

- Biblioteca Nacional de España: XX1013143
- Bibliothèque nationale de France: cb13893574g (data)
- Gemeinsame Normdatei: 134364384
- International Standard Name Identifier: 0000 0000 5920 3890
- Library of Congress Control Number: n91108005
- MusicBrainz: d96d9a49-4593-4d2b-9b4b-70a148967172
- Nationale Bibliotheek van Israël: 987007342218105171
- Istituto Centrale per il Catalogo Unico: DDSV142708
- SNAC: w6m625zv
- Système universitaire de documentation: 157337839
- Virtual International Authority File: 37101616
- WorldCat: E39PBJrrvJbYPVCYtmycpRrwmd